# Days of Jupiter
Days of Jupiter ist eine 2010 gegründete schwedische Hard-Rock-/Metal-Band aus Örnsköldsvik, Schweden. Die Band steht bei Metalville Records unter Vertrag und hat vier Studioalben veröffentlicht.

## Geschichte
Die Band wurde 2010 von Jan Hilli, Jörgen Hellström und Magnus Larsson gegründet. 2012 erschien das erste Album Secrets Brought to Life, gefolgt von Only Ashes Remain (2015). Das dritte Album New Awakening erschien 2017 bei Metalville Records. 2018 folgte Panoptical auf demselben Label. Eine neue Single namens Machine erschien 2024, das Album The World Was Never Enough erschien im ersten Quartal 2025.

## Diskografie

### Studioalben
- 2012: Secrets Brought to Life
- 2015: Only Ashes Remain
- 2017: New Awakening (Metalville Records)
- 2018: Panoptical (Metalville Records)
- 2025: The World Was Never Enough

### Singles
- 2024: Machine